# Kulturní konzervatismus
Kulturní konzervatismus se podobně jako většina ostatních směrů konzervatismu vyznačuje svým důrazem na obhajobu tradičních hodnot. Zvýšenou pozornost věnují zachování tradiční kultury daného národa, a proto v sobě myšlení kulturních konzervativců  často nese i prvky nacionalismu. Staví se odmítavě vůči masové imigraci, která je vnímána jako ohrožení vlastní tradiční kultury a národní sentiment kulturních konzervativců se projevuje mj. kupováním domácích výrobků či odmítáním užívání dopravního značení v cizích jazycích.
Kulturní konzervatismus bývá často nesprávně ztotožňován se sociálním konzervatismem, přestože s ním má řadu společných bodů. Sdílí s nimi přesvědčení o pozitivní roli náboženství ve společnosti. Na rozdíl od společenských konzervativců však kulturní konzervativci oceňují náboženství pouze z toho důvodu, že tvoří součást tradiční kultury.

## Kritika kulturního konzervatismu
Důsledkem vlastního národního sentimentu bývají kulturní konzervativci levicí obviňováni z rasistických a xenofobních postojů. Kritiku sklízí kulturní konzervatismus i ze strany některých ostatních konzervativců, kteří mu vytýkají ideologickou nekonsistenci. Kulturní konzervativci nemusí být konzervativní v dalších otázkách.